# Тархан-Моурави, Давид Иорамович
Давид Тархан-Моурави (груз. დავით თარხან-მოურავი; род. 8 сентября 1963, Орджоникидзе, СО АССР) — грузинский государственный и политический деятель. Председатель Альянса патриотов Грузии, политической партии, прошедшей в парламент Грузии на выборах 2016 года. Принадлежит к древнему грузинскому княжескому роду Тархан-Моурави.

## Биография
Давид Тархан-Моурави родился 8 сентября 1963 года в городе Орджоникидзе, столице Северо-Осетинской АССР. Окончив школу в Тбилиси, он поступил в Грузинский политехнический институт, где специализировался в области информационных технологий. В студенческие годы участвовал в соревнованиях по программированию, был награждён золотой медалью чемпионата по программированию среди социалистических стран[когда?]

.
С 2000 по 2003 годы работал в правительстве Грузии на ответственных должностях, связанных с информационными технологиями и таможенным контролем, ушёл в отставку во время Революции роз.
В конце 2003 года совместно с Ирмой Инашвили Давид Тархан-Моурави основал союз журналистов «Объектив» (ныне телерадиовещательная компания «Объектив»), выражавший мнение оппозиции к правительству Саакашвили. «Объектив» принимал участие в организации протестов общественности Грузии и освещал их.
В 2007 году Давид Тархан-Моурави покинул медиа-союз «Объектив» и основал и возглавил движение «Сопротивление», резко оппозиционное к правительству Саакашвили.
В декабре 2012 года совместно с Ирмой Инашвили, пригласив бывших участников союза журналистов «Объектив» и движения «Сопротивление», создал новую политическую партию — Альянс патриотов Грузии и стал её председателем.

## Княжеский род
Давид Тархан-Моурави принадлежит к одному из древнейших княжеских родов Грузии. Род Тархан-Моурави был одним из дидебули: великих княжеских родов, управлявших регионами Грузии.
Давид Тархан-Моурави активно участвует в работе Дворянского собрания Грузии, с 2014 года является Предводителем князей и дворян всея Грузии.

## Семья
Давид Тархан-Моурави женат, у него есть сын и дочь.